# Union internationale des espérantistes catholiques
 (août 2014).
L'Union internationale des espérantistes catholiques (en espéranto Internacia Katolika Unuiĝo Esperantista, ou IKUE) est une association catholique espérantiste fondée en 1910 et dont le siège est à Rome.

## Activités

### Animation pastorale et prière
L’IKUE propose des célébrations eucharistiques en espéranto lors de rencontres espérantistes (grand congrès mondial annuel, conférences d’associations spécifiques ou simples week-ends). Elle organise chaque année son propre congrès international d’une semaine. Associations et groupes locaux d’espérantistes catholiques proposent aussi des rencontres (week-ends bibliques, camps de jeunes...) avec prière des Heures, chapelets, conférences, pèlerinages etc.

### Œcuménismeet dialogue interreligieux
La diversité du monde espérantophone et la fraternité qui y règne facilitent les rencontres interreligieuses. Depuis 1968 l’association protestante et l’association catholique organisent leur congrès international ensemble une année sur deux. Le plus important livre de prière en espéranto, Adoru, a été édité en collaboration avec des chrétiens du monde entier.

### Action caritative et œuvres
L’IKUE soutient des missions (orphelinats, écoles, églises, puits, projets micro-économiques) dans plusieurs pays d’Afrique (Bénin, Burundi, Congo, Rwanda, Togo ainsi que Madagascar).

### Édition et information

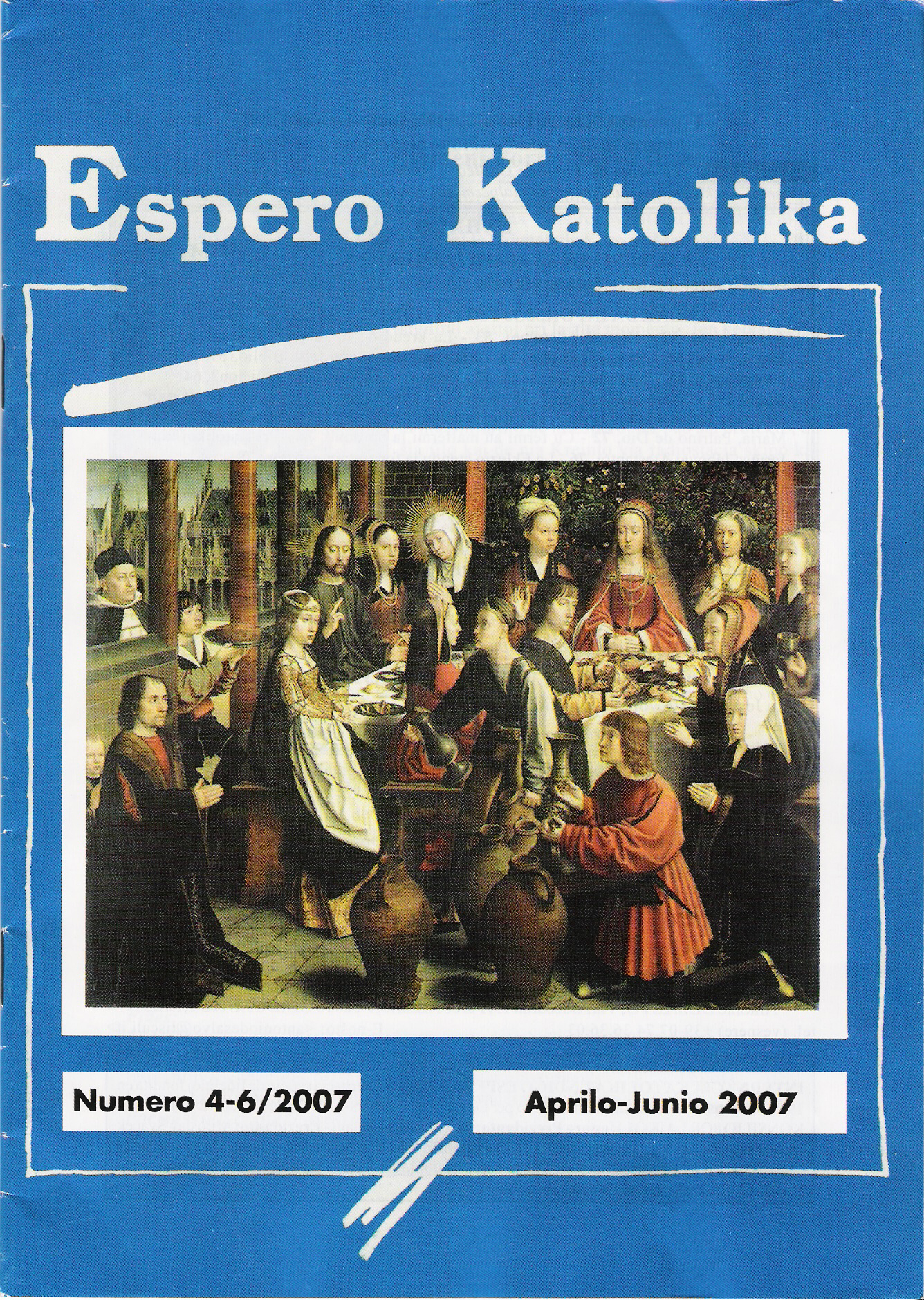
Couverture d'un n° dEspero Katolika, 2007

Des prêtres et des laïcs travaillent régulièrement à éditer la Bible en espéranto, ainsi que diverses publications : missels, encycliques, livres de chant et de prière, etc. La revue de l’IKUE, Espero Katolika (4 numéros par an), ainsi que les émissions en espéranto de Radio Vatican diffusent l’enseignement de l’Église et servent d’organe d’information entre les espérantistes catholiques.

## Histoire
En 1902, la première association d’espérantistes catholiques est fondée à Tours.
En 1903, le premier numéro de la revue Espero Katolika, fondée par Émile Peltier, est publié.
En 1910, l'IKUE est fondée et le premier congrès international a lieu.
En 1926, la première édition de la Bible (sans les deutérocanoniques) est publiée.
En 1950, le 22e congrès de l’IKUE, a lieu à Rome, après 11 ans d’interruption.
En 1977, les premières émissions en espéranto sont diffusées sur Radio Vatican.
En 1990, les décrets de la Congrégation pour le culte divin et la discipline des sacrements sur les célébrations eucharistiques et le missel dominical en espéranto sont adoptés.
En 1992, l’IKUE obtient une reconnaissance canonique du Conseil Pontifical pour les Laïcs.
En 1994, la première salutation urbi et orbi en espéranto a lieu.
En 2001, Adoru paraît avec 1400 pages de chants chrétiens de tous pays.
En 2002, la parution des deutérocanoniques.